# Bliksemafleider

Bliksemafleider

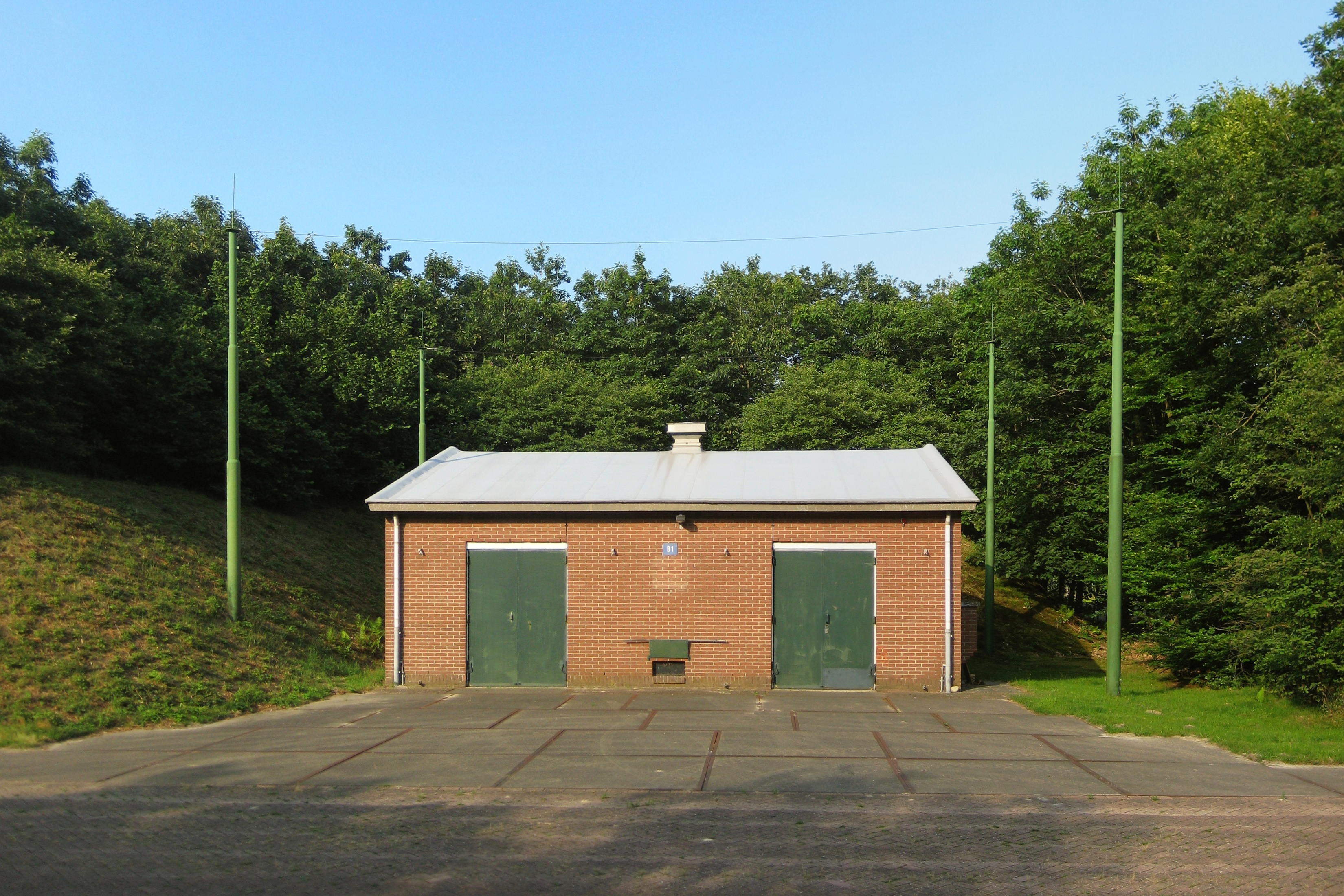
Bliksemafleiders bij een voormalig munitiedepot in de buurt van Donderen (2012)

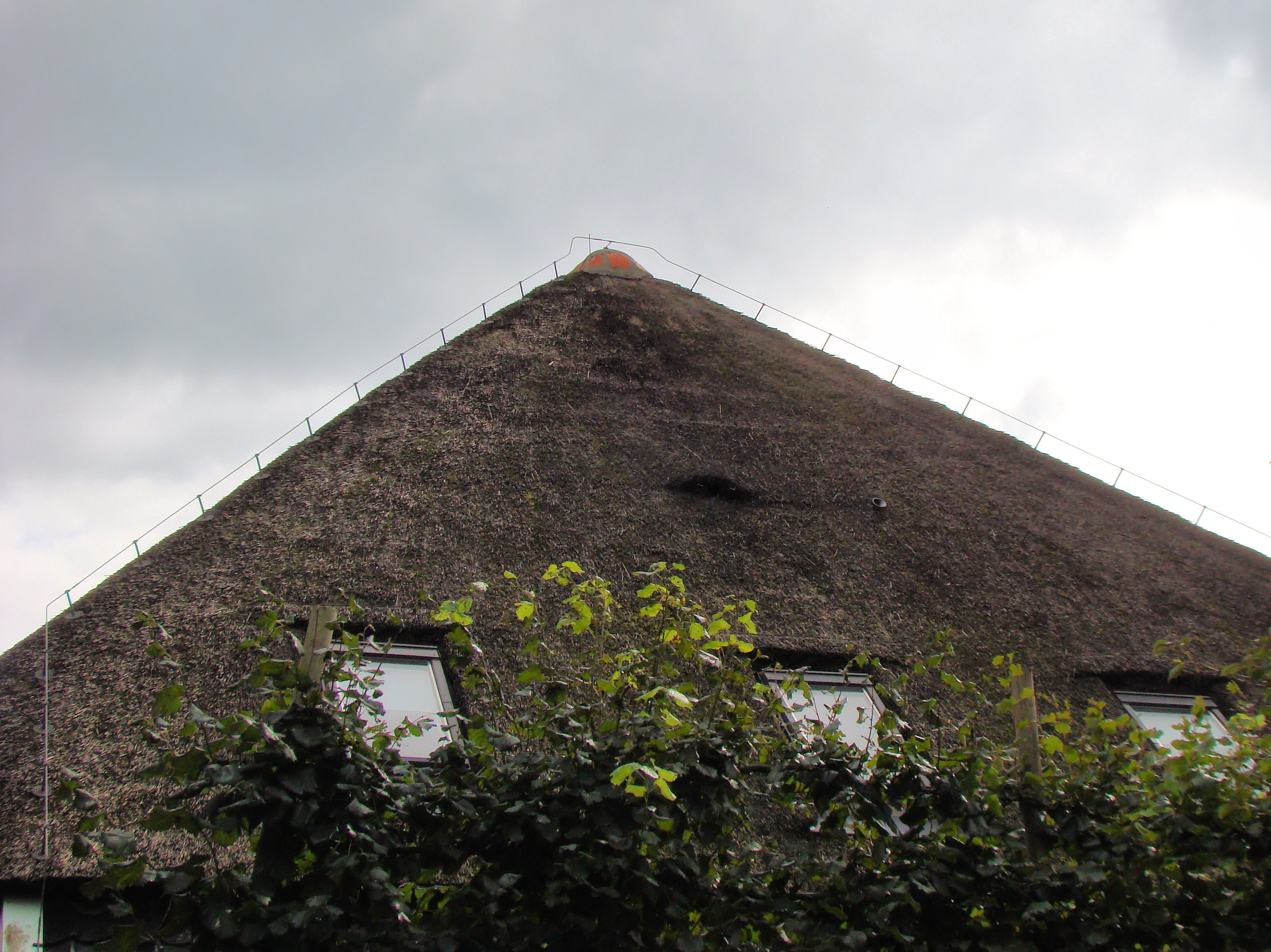
Bliksemafleiders op de hoeken van een rieten dak (2008)

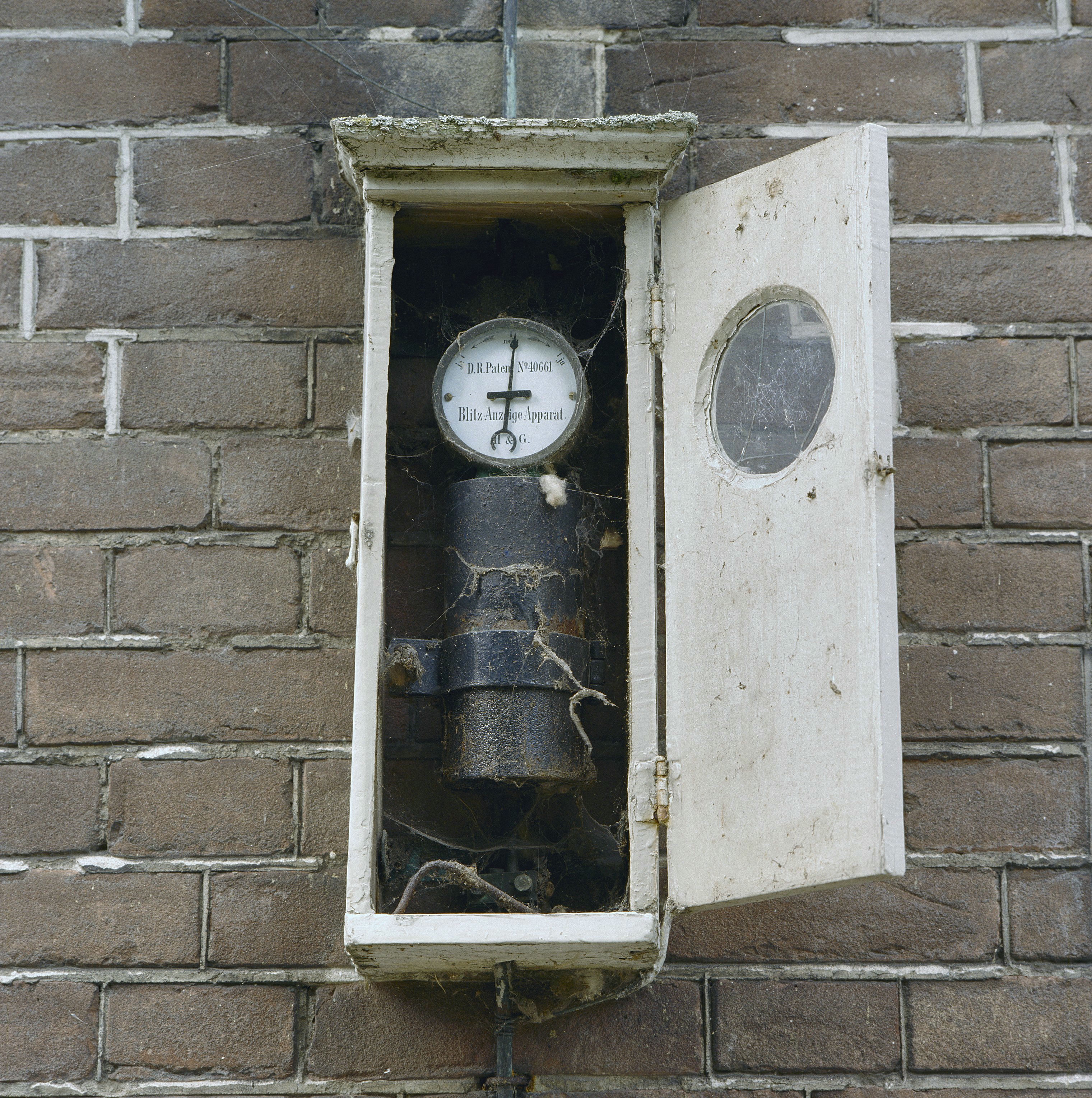
Kastje met bliksemafleider uit 1892 in Enkhuizen (1998)

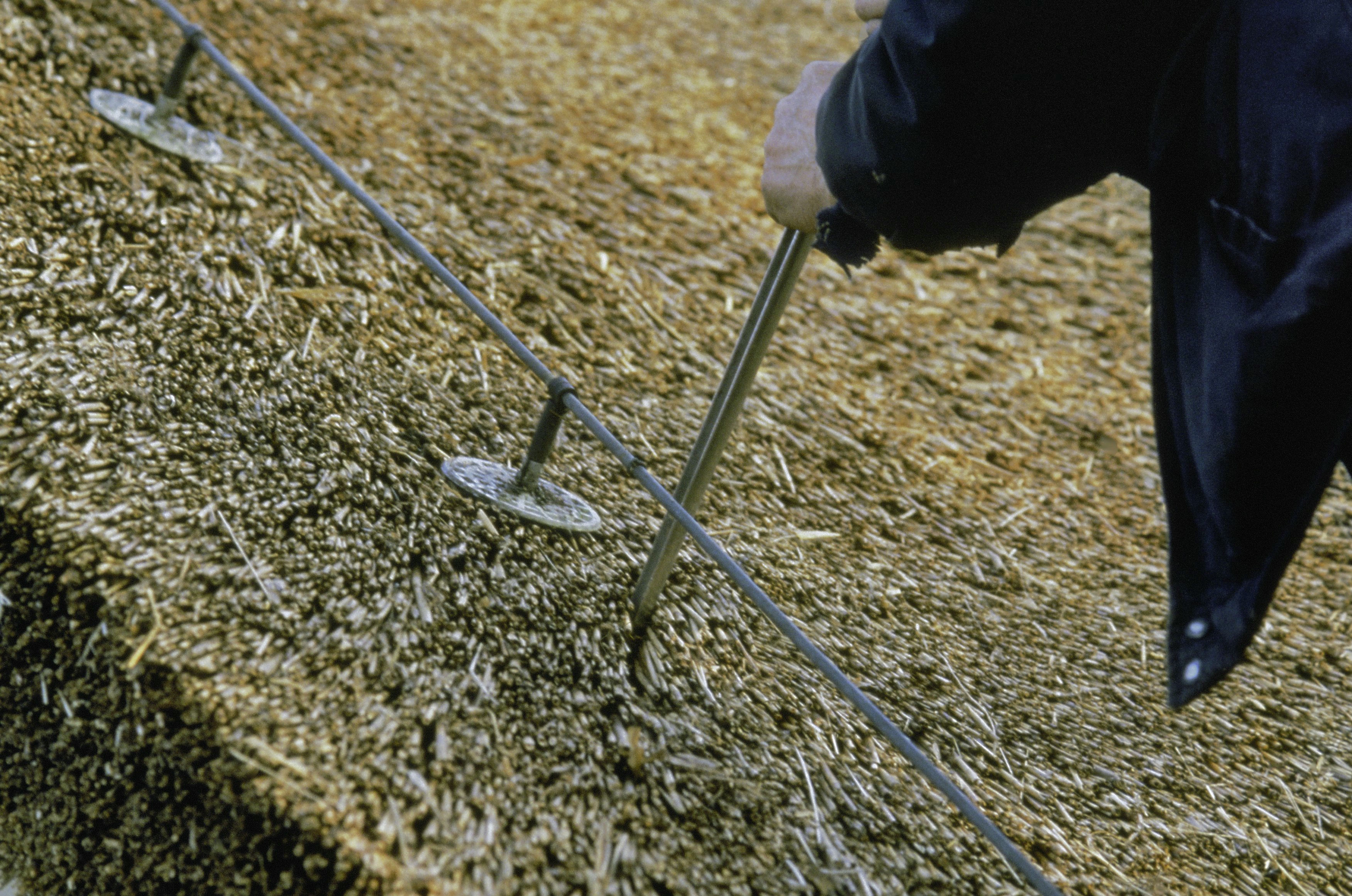
Aanbrengen van een bliksemafleider in Blaricum (1990)

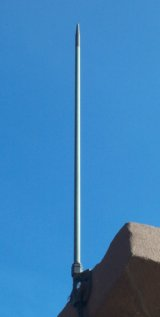
Een standaard-bliksemafleider

Een bliksemafleider of donderroe(de) is een installatie die dient om schade door blikseminslag te voorkomen, door de energie van de bliksem naar de aarde te geleiden.

## Uitvinding
De bliksemafleider is uitgevonden door Benjamin Franklin na een op 15 juni 1752 uitgevoerd experiment met een vlieger en nat vliegertouw tijdens een onweersbui.
In Nederland werd de eerste bliksemafleider in 1778 aangebracht op een kasteel bij Velp. In 1782 werd er een geplaatst door Cornelis Krayenhoff op de toren van de Grote of Martinikerk  van Doesburg.

## Bouw en werking
Een bliksemafleider bevindt zich doorgaans op het hoogste punt van een gebouw en biedt in het geval van een blikseminslag de stroom van enkele duizenden ampères groot een laag-impedant pad naar de bodem (aarding). Op deze wijze wordt voorkomen dat de grote stroom zich een andere weg zoekt met meer weerstand, waarbij zoveel energie wordt afgegeven dat brand of andere schade ontstaat.
Door de lage zelfinductie en geringe weerstand van de bliksemafleider wordt getracht te voorkomen dat er zich te veel elektrische spanning opbouwt boven op het dak. De bliksemafleider is puntig op het dak om de bliksem naar zich toe te trekken met behulp van een door de puntvormige uitloper plaatselijk verhoogd elektrisch veld. De rest van de bliksemafleider is dik genoeg om de grote stroom te kunnen afvoeren. Scherpe bochten worden vermeden om te voorkomen dat de stroom in een bocht als gevolg van een verhoogd veld alsnog van de koperdraad op iets anders overspringt.
Noemenswaardig is de secundaire bliksemschade. De grote stroom van de blikseminslag kan in afzonderlijke in het huis aanwezige draadlussen voldoende stroom en spanning opwekken om alsnog schade te veroorzaken.
Bij hoogspanningsmasten worden de stroomvoerende geleiders beschermd door een of meer aarddraden die de bliksem moeten afvangen en via de masten naar de aarde voeren. Daarbij ontstaat soms toch een kortsluiting, doordat de grote bliksemstromen grote spanningen op de hoogspanningsmasten veroorzaken. Dit veroorzaakt een overslag over de isolatoren van de stroomvoerende circuits, wat vooral problematisch is als meerdere circuits aan de mast tegelijkertijd getroffen worden.

## Bliksembeveiligingsklasse-indeling
In Nederland wordt een klasse-indeling gehanteerd op basis van de NEN-EN-IEC62305, waarbij door middel van de nummering een aflopend hogere beschermingsklasse aangegeven wordt.
De eigenschappen van een LPS worden bepaald door de eigenschappen van het te beveiligen object en door het bliksembeveiligingsniveau (LPL) waarvan is uitgegaan.
Er zijn vier bliksembeveiligingsklassen (I t/m IV) gedefinieerd in overeenstemming met de bliksembeveiligingsniveaus.
LPL I is in Nederland dus de hoogste beveiligingsgraad. LET OP! De klasse-indeling volgens de oude norm (NEN 1014) is een geheel andere.
Klasse LPL I
Bliksembeveiliging van klasse LPL I is de geavanceerde vorm van bliksembeveiliging. 
Daken zijn als volgt beveiligd:
- normale dakconstructie: daknet met mazen van max. 5 × 5 m
- afgaande leidingen om de 10 m;
- hellende daken: opvanginrichtingen gebaseerd op een beschermingshoek van maximaal 20°.

De beveiligingsgraad is voornamelijk afhankelijk van de afstand die tussen metalen delen van het object en de uitwendige bliksembeveiligingsinstallatie is aangehouden. De voor deze klasse te hanteren beveiligingsgraad is 0,99.
Klasse LPL II
Bliksembeveiliging van klasse LPL II is de traditionele vorm van bliksembeveiliging.
Daken zijn als volgt beveiligd:
- normale dakconstructie: daknet met mazen van max 10 × 10 m;
- hellende daken: opvanginrichting gebaseerd op een beschermingshoek van maximaal 30°.
- Afgaande leidingen om de 10 m.

De voor deze klasse te hanteren beveiligingsgraad is 0,97 - 0,98.
Klasse LPL III
Bliksembeveiliging van klasse LPL III is de verbeterde traditionele vorm van bliksembeveiliging.
Daken zijn als volgt beveiligd:
- normale dakconstructie: daknet met mazen van max. 15 × 15 m;
- hellende daken: opvanginrichting gebaseerd op een beschermingshoek van maximaal 45°
- Afgaande leidingen om de 15 m.
- De beveiligingsgraad is afhankelijk van de volgende aspecten:

De voor deze klasse te hanteren beveiligingsgraad is 0,97 - 0,91.
Klasse LPL IV
Bliksembeveiliging van klasse LPL IV is de minst geavanceerde vorm van bliksembeveiliging.
Daken zijn als volgt beveiligd:
- normale dakconstructie: daknet met mazen van 20 × 20 m
- afgaande leidingen om de 20 m;
- hellende daken: opvanginrichtingen gebaseerd op een beschermingshoek van maximaal 60°.

De voor deze klasse te hanteren beveiligingsgraad is 0,84 - 0,97.
Voor alle klassen geldt bovendien
Metalen vaste delen op het dak die niet door opvangstaven worden beveiligd, vereisen geen aanvullende beveiliging als de afmeting de volgende waarden niet overschrijven:
- hoogte boven dakniveau 0,3 m
- totaal oppervlak van de opbouw 1,0 m²
- lengte van de opbouw 2,0 m

Niet geleidende vaste delen op het dak die zich niet bevinden binnen de door het opvangstaven tot stand beveiligde gebied en niet verder uitsteken dan 0,5 m boven het door de opvanginrichting gevormd oppervlak, hoeven niet aanvullend door opvangleidingen te zijn  beschermd.

## Spanningsopbouw
De totale spanningsopbouw over de bliksemafleider wordt voornamelijk bepaald door de zelfinductie en de stijgsnelheid van de stroom:
{\displaystyle U=L{\frac {\mathrm {d} I}{\mathrm {d} t}}},
waarin
- {\displaystyle U} de zelfinductiespanning in volt is
- {\displaystyle {\frac {\mathrm {d} I}{\mathrm {d} t}}} de verandering van de stroom per tijdseenheid (stijgsnelheid) in ampère per seconde is
- {\displaystyle L}, de evenredigheidsfactor, de coëfficiënt van zelfinductie in henry (= Vs/A) is, waarvoor bij benadering geldt: {\displaystyle L=10^{-6}\cdot l} (in henry), met {\displaystyle l} de lengte van de draad (in meter}.

Voor een huis van 10 meter hoogte en een stroomstijgsnelheid van 2000 ampère per microseconde zou dat neerkomen op een spanning van 20 kilovolt.